# Tassach
Tassach je naselje v Občini Zobrce v Okraju Beljak-dežela na Koroškem v Avstriji.